# Salitrillo, Huehuetoca
Salitrillo är en ort i Mexiko, tillhörande Huehuetoca kommun i delstaten Mexiko. Salitrillo ligger strax väst om kommunens huvudort, Huehuetoca, i den centrala delen av landet. Orten tillhör Mexico Citys storstadsområde och hade 6 231 invånare vid folkmätningen 2010.